# Landesbibliothek der Färöer

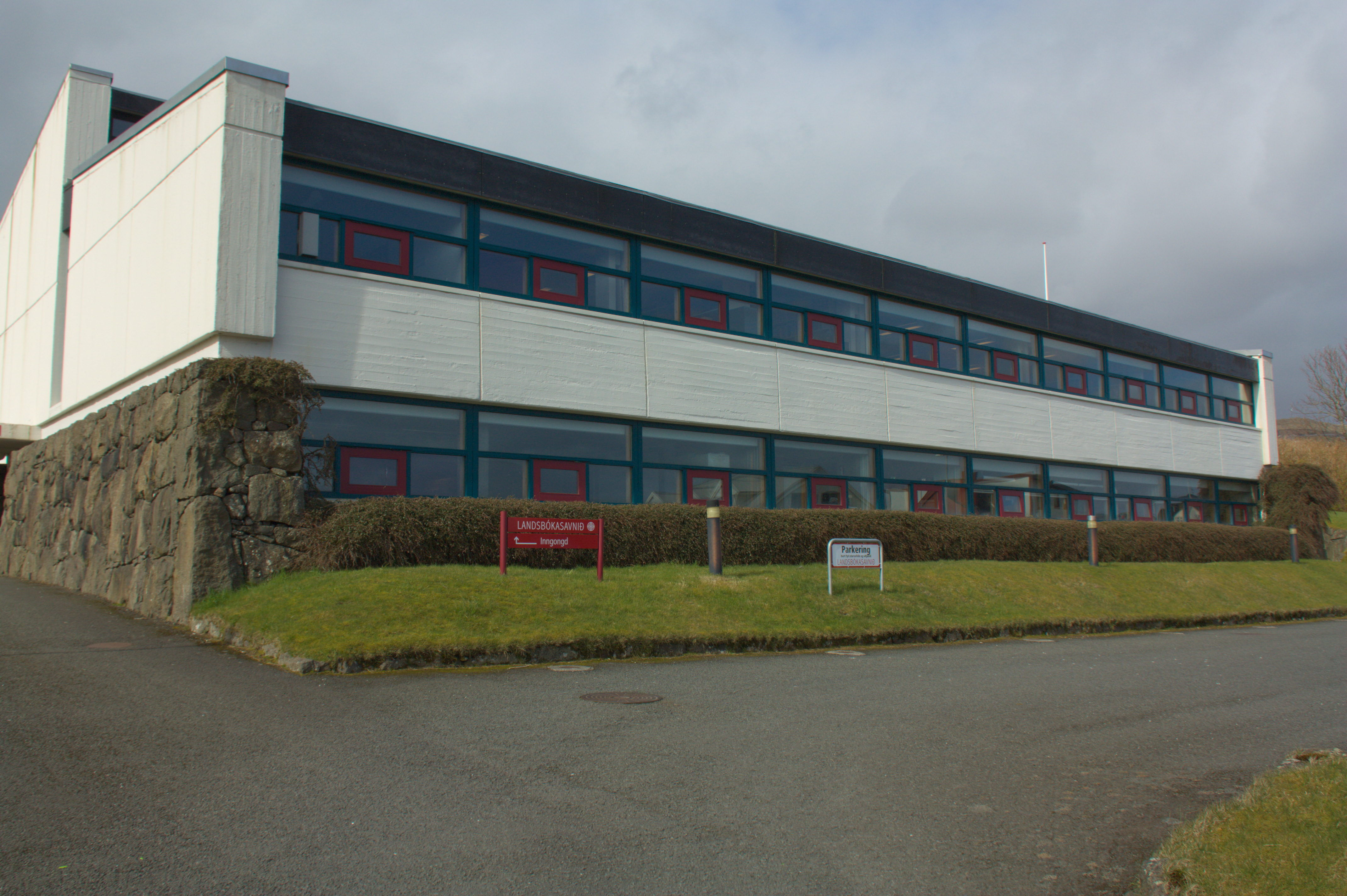
Das neue Bibliotheksgebäude in Tórshavn.

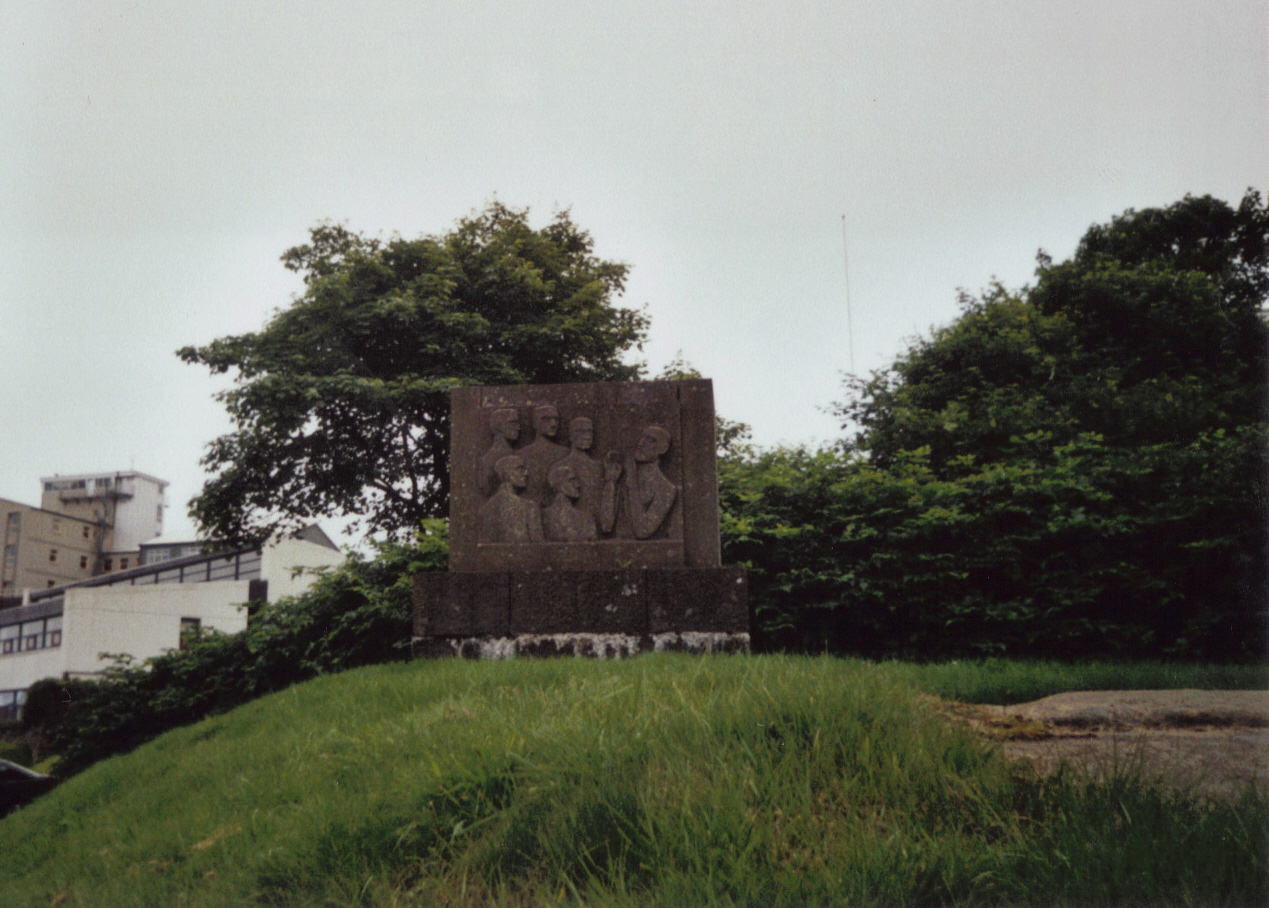
Das Denkmal für die färöische Sprache, Móðurmálið, von Janus Kamban am östlichen Eingang vom Býarpark. Im Hintergrund die Landesbibliothek der Färöer.

Die Landesbibliothek der Färöer (färöisch: Føroya Landsbókasavn) ist die Nationalbibliothek der Färöer in der Stadt Tórshavn. Das Gebäude befindet sich in Tórshavn in der J.C. Svabosgøta 16, direkt am Býarpark.

## Bedeutung
Die Landesbibliothek beheimatet die größte Sammlung all dessen, was jemals
1. in der färöischen Sprache geschrieben wurde
2. von Färingern in anderen Sprachen geschrieben oder von ihnen übersetzt wurde
3. bzw. in der Welt über die Färöer geschrieben wurde

Die färöische Landesbibliothek ist sowohl eine öffentliche Bibliothek als auch eine wissenschaftliche Bibliothek. Im Jahr 2011 wurde sie mit dem Nationalarchiv der Färöer vereinigt, das sich ebenfalls in der Hauptstadt befindet.

## Geschichte

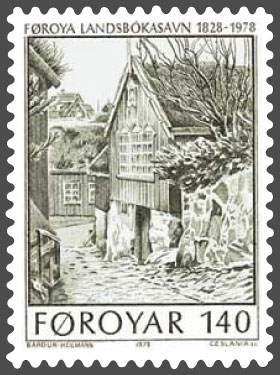
Das alte Bibliotheksgebäude ab 1830, nach einem Gemälde von Flora Heilmann (1927).

Die Geschichte der Bibliothek geht auf das Jahr 1828 zurück, als der dänische Amtsmann Christian Ludvig Tillisch (reg. 1825–30) zusammen mit seinem Mitarbeiter, dem Amtsrevisor Jens Davidsen (1803–1878), anfing, für das damals relativ isolierte Inselvolk die ersten Bände zusammenzutragen. Sie erhielten dabei tatkräftige Unterstützung vom dänischen Altertumsforscher Carl Christian Rafn. Sie sicherten sich dafür einen jährlichen Zuschuss des dänischen Königs (5. November 1828). Privatleute halfen mit, innerhalb kurzer Zeit über 2.000 Bände zur Verfügung zu stellen. Die Bibliothek erhielt zunächst den dänischen Namen Færø Amts Bibliotek.
1830 erhielt die Bibliothek ihr erstes Gebäude. Jens Davidsen war seitdem, bis zu seinem Tode, der ehrenamtliche Leiter der Bibliothek. Bereits um 1850 beheimatete sie ca. 5.000 Bände. Zwischen 1878 und 1905 stagnierte der Betrieb, bis das Løgting einen Zuschuss garantierte. Eine neue Blüte erlebte die Landesbibliothek ab 1921 unter dem Sprachforscher Mads Andreas Jacobsen (1891–1944). In dieser Zeit des färöischen Sprachstreits entwickelte sie sich zum kulturellen Treffpunkt der nationalen Dichter und Politiker. 1931 zog sie in ein anderes Gebäude um.
Nach der Teilautonomie der Färöer 1948 vergrößerte sich der Zuschuss seitens des Løgtings merklich, was wiederum zu einer Wachstumsphase führte. Seitdem führt die Landesbibliothek auch ihren offiziellen Namen. 1952 wurde gesetzlich geregelt, dass jeder Verleger auf den Färöern vier Exemplare von jeder Drucksache der Bibliothek zur Verfügung stellen muss.
Seit 1979 befindet sich die Bibliothek im jetzigen Gebäude am Park Viðarlundin á Debesartrøð, das vom Architekten Jákup Pauli Gregoriussen entworfen wurde.
Neben der Nationalbibliothek gibt es auf den Färöern 15 Kommunalbibliotheken und 11 Schulbibliotheken, die in erster Linie von der Nationalbibliothek versorgt werden. Darüber hinaus haben Einrichtungen wie das Kunstmuseum der Färöer eigene Bibliotheken.